# August Hermann (Politiker)
Christian Karl Friedrich August Hermann (* 22. Juni 1851 in Mühlberg; † 3. September 1937 in Reudnitz) war ein deutscher Rittergutsbesitzer und Politiker.

## Leben
Hermann war der Sohn des Inspektors und Gutspächters Christian August Hermann (der Vater Pächter des "Hermannschen Hofes" am Fuß der Mühlburg) in Mühlberg und dessen Ehefrau Wilhelmine geborene Trunk. Hermann, der evangelisch-lutherischer Konfession war, heiratete am 2. Juli 1882 in Großpötzschau die Wirtschafterin Auguste Henriette Riedel (* 7. August 1854 in Muckern bei Rötha; † 14. Februar 1914 in Unterreudnitz), der Tochter des Nachbarn und Pferdners sowie herrschaftlichen Richters in Muckern und Neumuckershausen Johann Gottlieb Riedel.
Hermann lebte zunächst als Ökonomie-Inspektor in Mühlberg. Am 30. August 1907 erwarb er das Rittergut Unterreudnitz von Arthur von Geldern-Crispendorf, dem auch das Rittergut Oberreudnitz gehörte. Vom 19. Oktober bis zum 7. November 1914 war er als Vertreter von Georg von Loeben Abgeordneter im Greizer Landtag.